# Vương Chí Quân
Vương Chí Quân (tiếng Trung giản thể: 王志军, bính âm Hán ngữ: Wáng Zhìjūn, sinh tháng 9 năm 1965, người Hán) là chính trị gia nước Cộng hòa Nhân dân Trung Hoa. Ông là Ủy viên Ủy ban Trung ương Đảng Cộng sản Trung Quốc khóa XX, hiện là Phó Bí thư Tỉnh ủy, Bí thư Ủy ban Công tác giáo dục Tỉnh ủy, Hiệu trưởng Trường Đảng Tỉnh ủy Hắc Long Giang. Ông từng là Thành viên Đảng tổ, Phó Bộ trưởng Bộ Công nghiệp và Công nghệ thông tin.
Vương Chí Quân là đảng viên Đảng Cộng sản Trung Quốc, học vị Thạc sĩ Kinh tế học. Ông có sự nghiệp công tác nhiều năm ở các cơ quan trung ương trước khi được điều về tham gia lãnh đạo địa phương.

## Sự nghiệp
Vương Chí Quân sinh vào tháng 9 năm 1965 tại thủ phủ Hohhot của Khu tự trị Nội Mông. Ông lớn lên và tốt nghiệp phổ thông ở Hohhot, theo học đại học và có bằng Cử nhân Kinh tế, nghiên cứu sinh cao học rồi nhận bằng Thạc sĩ Kinh tế học, và được kết nạp Đảng Cộng sản Trung Quốc vào năm 1988. Tháng 8 năm 1987, sau khi tốt nghiệp đại học, ông được tuyển dụng vào công tác ở Ủy ban Kế hoạch Quốc gia của Quốc vụ viện, lần lượt là chuyên viên, chủ nhiệm khoa viên, Phó Trưởng phòng rồi Trưởng phòng Tổng hợp Kinh tế quốc dân. Tháng 3 năm 1998, Ủy ban Kế hoạch Quốc gia được giải thể, thành lập mới Ủy ban Cải cách và Phát triển Quốc gia, Vương Chí Quân được điều sang và tiếp tục là Trưởng phòng Tổng hợp Kinh tế quốc dân, Phó Thanh tra Tổ tổng hợp của Văn phòng Tiểu tổ lãnh đạo Năng lượng Quốc gia. Sau đó, ông được bổ nhiệm làm Thanh tra viên, Phó Cục trưởng Cục Kinh tế thứ nhất của Văn phòng Tiểu tổ Lãnh đạo Tài chính Kinh tế Trung ương rồi thăng chức làm Cục trưởng Cục Kinh tế thứ 5, trở lại làm Cục trưởng Cục Kinh tế thứ nhất của Văn phòng Ủy ban Tài chính Kinh tế Trung ương.
Tháng 1 năm 2019, Vương Chí Quân được bổ nhiệm làm Thành viên Đảng tổ, Phó Bộ trưởng Bộ Công nghiệp và Công nghệ thông tin. Ở Bộ Công Tín, về chuyên môn ông phụ trách hoạch định chiến lược; khoa học và công nghệ; thông tin điện tử; phần mềm; tích hợp công nghiệp hóa và công nghiệp hóa; hợp tác quốc tế. Về đơn vị, ông chỉ đạo Ty Kế hoạch; Ty Khoa học Kỹ thuật; Ty Phát triển Kỹ thuật thông tin; Ty Hợp tác quốc tế; Viện nghiên cứu Phát triển sản nghiệp điện tử thông tin Quốc gia; Trung tâm nghiên cứu Phát triển an toàn công nghiệp thông tin Quốc gia; Viện nghiên cứu Chuẩn hóa tiêu chuẩn kỹ thuật điện tử Trung Quốc; Viện nghiên cứu Thí nghiệm Môi trường và Độ tin cậy sản phẩm điện tử Trung Quốc; và Trung tâm Hợp tác kinh tế kỹ thuật Quốc tế. Tháng 4 năm 2022, Vương Chí Quân được điều về tỉnh Hắc Long Giang, được chỉ định vào Ủy ban Thường vụ Tỉnh ủy Hắc Long Giang, nhậm chức Phó Bí thư Tỉnh ủy Hắc Long Giang từ tháng 1 tháng 4, kiêm nhiệm Bí thư Ủy ban Công tác giáo dục Tỉnh ủy, Hiệu trưởng Trường Đảng Tỉnh ủy, Viện trưởng Học viện Hành chính Hắc Long Giang. Cuối năm 2022, ông tham gia Đại hội Đảng Cộng sản Trung Quốc lần thứ XX từ đoàn đại biểu Hắc Long Giang. Trong quá trình bầu cử tại đại hội, ông được bầu là Ủy viên Ủy ban Trung ương Đảng Cộng sản Trung Quốc khóa XX.